# Jocko River
Jocko River är ett vattendrag i Kanada.   Det ligger i provinsen Ontario, i den sydöstra delen av landet, 280 km väster om huvudstaden Ottawa.
I omgivningarna runt Jocko River växer i huvudsak blandskog. Runt Jocko River är det mycket glesbefolkat, med 3 invånare per kvadratkilometer.